# La Bernaudeau Junior 2010
De zeventiende editie van de wielerwedstrijd La Bernaudeau Junior werd gehouden op 21 maart 2010. De start was in Le Poiré-sur-Vie, de finish in Saint-Maurice-le-Girard. De wedstrijd maakte deel uit van de UCI Juniors Nations' Cup 2010, in de categorie 1.1. In 2009 won de Belg Florent Serry. Deze editie werd gewonnen door de Fransman Pierre-Henri Lecuisinier.

## Uitslag
| Plaats  | Naam                     | Tijd     |
| ------- | ------------------------ | -------- |
| Winnaar | Pierre-Henri Lecuisinier | 3u13'31" |
| 2       | Bryan Coquard            | z.t.     |
| 3       | Florian Delagneau        | + 5"     |
| 4       | Quentin Pacher           | + 8"     |
| 5       | Sébastien Bergeret       | + 1'10"  |
| 6       | Alexis Caresmel          | z.t.     |
| 7       | Yoann Verardo            | z.t.     |
| 8       | Clément Maertens         | z.t.     |
| 9       | Damien Capus             | z.t.     |
| 10      | Yohan Debusscher         | z.t.     |
| 11      | Jorne Carolus            | z.t.     |
| 12      | Amaury Quesnel           | z.t.     |
| 13      | Ivan Savitski            | z.t.     |
| 14      | Gaëtan Pons              | z.t.     |
| 15      | Guillaume Thévenot       | z.t.     |
| 16      | Christopher François     | z.t.     |
| 17      | Lowie Sterckx            | z.t.     |
| 18      | Bryan Kouwenbergh        | z.t.     |
| 19      | Geoffrey Millour         | z.t.     |
| 20      | Geoffrey Sudre           | z.t.     |

1994 · 1995 · 1996 · 1997 · 1998 · 1999 · 2000 · 2001 · 2002 · 2003 · 2004 · 2005 · 2006 · 2007 · 2008 · 2009 · 2010 · 2011 · 2012 · 2013 · 2014 · 2015 · 2016 · 2017 · 2018 · 2019